# Karru-Ratten
Die Karru-Ratten oder Pfeifratten (Parotomys) sind eine Nagetiergattung aus der Gruppe der Altweltmäuse (Murinae). Sie sind enge Verwandte der Lamellenzahnratten (Otomys). Die Gattung umfasst zwei Arten.
Karru-Ratten erreichen eine Kopfrumpflänge von 14 bis 17 Zentimetern, der Schwanz ist mit 8 bis 12 Zentimetern relativ kurz. Ihr Gewicht beträgt rund 90 bis 150 Gramm. Ihr Fell ist an der Oberseite gelbbraun oder rötlichbraun gefärbt, die Unterseite ist weiß oder hellbraun. Der Körperbau dieser Tiere ist stämmig, die Ohren sind auffallend klein.
Karru-Ratten leben im südlichen Afrika, ihr Verbreitungsgebiet umfasst das südliche Namibia, das südliche Botswana und das westliche Südafrika. Ihr Lebensraum ist die trockene, wüstenartige Karroo-Landschaft. Sie leben in Bauen mit vielen Eingängen, die sie in den Sand graben. In den Bauen errichten sie Nester aus Pflanzenmaterial. Die Nahrung dieser Tiere besteht aus Gräsern, Samen und Stängeln.
Es sind zwei Arten bekannt:
- Brants’ Pfeifratte (Parotomys brantsii) lebt in Namibia, Botswana und Südafrika.
- Littledales Pfeifratte (Parotomys littledalei) bewohnt die Küste Namibias und des westlichen Südafrika.

Beide Arten sind laut IUCN nicht gefährdet.